# Радуле
Радуле, познат још и као Луди Радуле, измишљени је лик из филма и мини-серије Мртав ’ладан. Осмислио га је Милорад Милинковић, а тумачио Ђорђе Шаргаш.

## Физички опис
Радуле је представљен као висок човек обријане главе, са кратком брадом и подочњацима. Од његовог застрашујућег физичког изгледа уплашени су сви који су у хијерархији испод њега, они који му дугују новац, као и ситни дилери дрогом који растурају његову робу.

## Грађа лика
Почетак филма приказује како Киза дугује новац и Радуле са своја два поданика проваљује у његов стан. Радуле потом физички малтретира Кизу и прети му убиством, уколико му најскорије не донесе кеш. У току претњи звони телефон на који се Радуле јавља и прети ситном дилеру, Лименом.
Како би се извукао и купио време, Киза је слагао да му је деда умро, после чега су га Радуле и његови људи везали за радијатор. Киза се обавезао да му врати новац у року од три дана, како га Радуле не би убио. Кизу, недуго затим, зове рођени брат Леми који га обавештава о дединој смрти.
Радуле, који важи за шефа подземља и коме сви дугују, не појављује се у кадру током главног дела радње, иако га сви главни ликови у неком моменту помињу. Свима је тежња да га се на неки начин ослободе. Пред крај филма из читуље се сазнаје да је Радуле убијен, а затим је приказан и кадар када су га ликвидирали његови послушници.

## Интерпретација
Сваки пут када се Радуле појави у кадру, сцену прати посебна музичка тема. Гусле као водећи инструмент у миксу покрива техно. Претећи Кизи, Радуле говори стихове из Горског вијенца:
| „ | Ја сам прош’о сито и решето, овај цијели свет испит’о, отрови му чашу искапио, познао се с гркијем животом! | ” |

У томе му звони телефон и Радуле се јавља:
| „ | Змају, па ђе си? Ма реци оном шљаму Лименом да ћу да га рециклирам. Ма боли мене уво, бре, коме он дугује паре, бре! Јесте! Да! Оно стао... | ” |

Његови људи и Киза га подсећају, а затим наставља:
| „ | Познао се с гркијем животом. Све што бива и што мере бити, мени ништа није непознато. Све што бива ја сам му наредан! | ” |

## Утицај лика
Термин Луди Радуле је након филма коришћен као погрдан надимак.

## Остали пројекти
У телевизијској серији Тајна винове лозе један од главних ликова, који тумачи Миодраг Кривокапић, такође се зове Радуле и у прошлости се бавио криминалом.